# This Is Me
Pour l’article homonyme, voir This Is Me (chanson de Keala Settle).
Singles de Demi Lovato
Get Back
This Is Me est un single issu de la bande originale du film Camp Rock, des studios Disney, interprété par Demi Lovato (dont c’est le premier single) et Joe Jonas. Il est sorti le 17 juin 2008 et a été certifié Disque de platine aux États-Unis, au Canada, en France et en Allemagne.

## Charts
| Chart (2008)                  | Peak position |
| ----------------------------- | ------------- |
| Australian ARIA Singles Chart | 46            |
| Austrian Singles Chart        | 18            |
| Canadian Hot 100              | 16            |
| European Hot 100 Singles      | 43            |
| German Singles Chart          | 36            |
| Irish Singles Chart           | 27            |
| Norwegian Singles Chart       | 12            |
| Swiss Singles Chart           | 39            |
| UK Singles Chart              | 33            |
| U.S. Billboard Hot 100        | 9             |
| U.S. Billboard Pop 100        | 80            |

## Certification
| Pays       | Certification |
| ---------- | ------------- |
| Allemagne  | Platine       |
| Canada     | Platine       |
| États-Unis | Platine       |
| France     | Platine       |